# Copons (Barcelona)
Copons ist eine katalanische Gemeinde (Municipio) mit 351 Einwohnern (Stand: 2024) in der Provinz Barcelona im Nordosten Spaniens. Sie liegt in der Comarca Anoia. 

## Lage
Copons liegt etwa 80 Kilometer nordwestlich von Barcelona in einer Höhe von ca. 430 m. 

## Bevölkerungsentwicklung
| Jahr      | 1970 | 1981 | 1991 | 2001 | 2011 | 2021 |
| Einwohner | 447  | 324  | 262  | 278  | 331  | 320  |

## Sehenswürdigkeiten

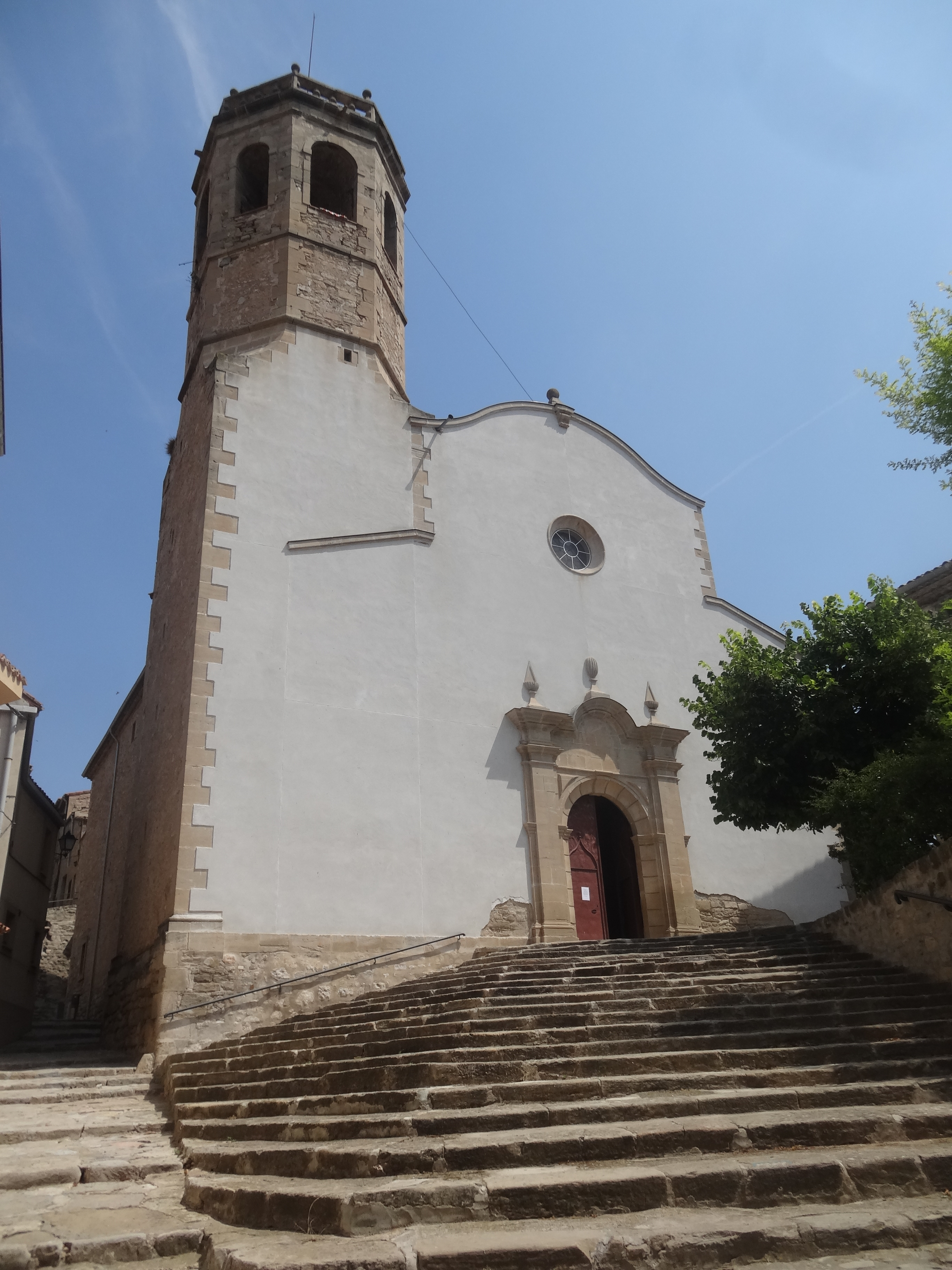
Marienkirche
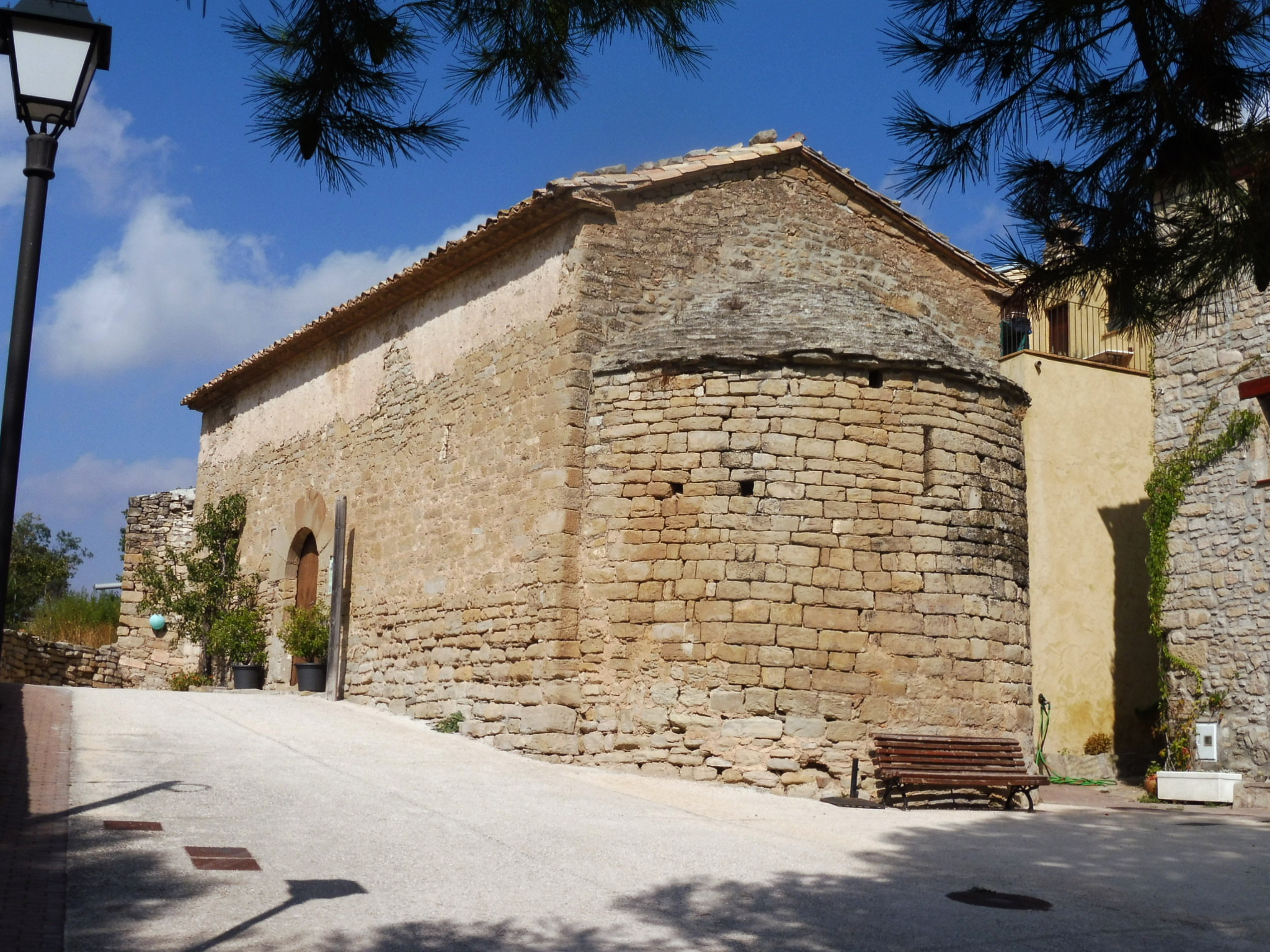
Peterskapelle
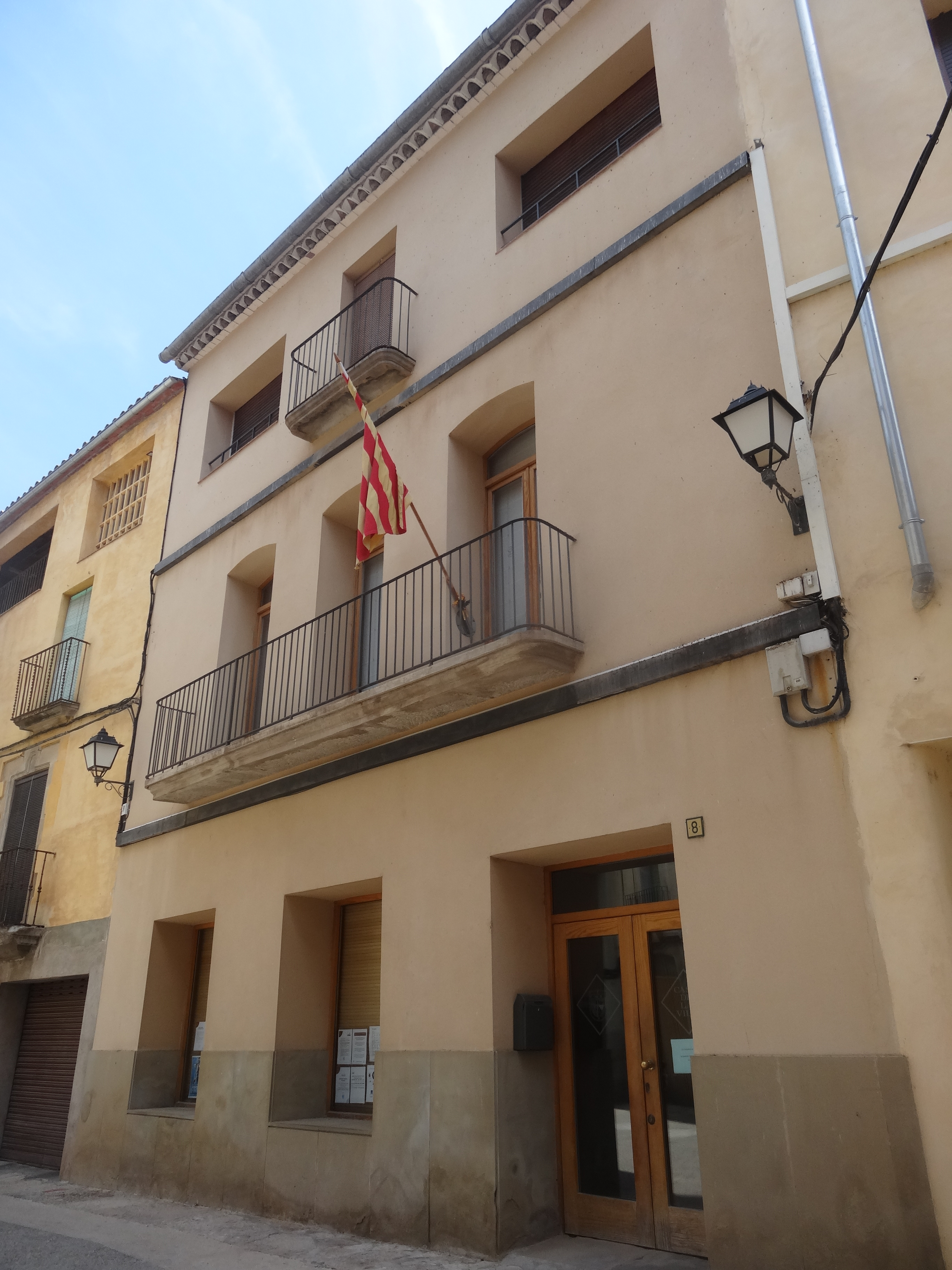
Rathaus

- Marienkirche
- Peterskapelle
- Rathaus